# 骨科医学博士
整骨醫学博士（英語：Doctor of Osteopathic Medicine；縮寫：，為一個醫學學位，在美國是其中一个執業醫生必須取得的學位，在美國執業地位和醫學士相等。
在美国有37间医学院拥有该学位。已知下列的大学针对各种专业，颁发DO学位。